# 上長者町
上長者町（かみちょうじゃまち）は、愛知県名古屋市中区にあった町名。

## 地理

### 学区
- 小学校 - 名古屋市立名城小学校[3][4]・名古屋市立御園小学校[5]

### 人口の変遷
国勢調査による人口の推移
| 名城 |

|  |

|  | 御園 |

|  |  |

## 歴史
江戸期は名古屋城下の町人町の1つであった。

### 町名の由来
清洲城下にあった長者町が移転した清洲越しよる町名であり、在清須時代に富豪が多く住んでいたことによるとされる。

### 沿革
- 1871年（明治4年）9月29日 - 小桜町を合併[8]。
- 1878年（明治11年）12月20日 - 郡区町村編制法により、名古屋区上長者町となる[8]。
- 1889年（明治22年）10月1日 - 市制施行に伴い、名古屋市上長者町となる[8]。
- 1908年（明治41年）4月1日 - 行政区新設に伴い、西区所属となる[8]。
- 1944年（昭和19年）2月11日 - 栄区新設に伴い、栄区所属となる[8]。
- 1945年（昭和20年）11月3日 - 栄区が中区に統合され、中区所属となる[8]。
- 1966年（昭和41年）3月30日 - 住居表示実施に伴い、全域が丸の内二丁目・錦二丁目となり消滅[8]。

## 施設
- 金城新報社本社

3丁目。「金城新報」と「金城たより」を発行していた。